# Генерал-капитанство Куба
Генерал-капитанство Куба (исп. Capitanía General de Cuba) — административная единица в составе Испанской империи, созданная в 1607 году, как часть мероприятий Габсбургской Испании, которые включали в себя также создание генерал-капитанств в Пуэрто-Рико (1580), Гватемале (1609) и на Юкатане (1617), по улучшению обороны Карибского региона против иностранных держав.

## История
Реорганизация Генерал-капитанства в 1764 году была первым примером реформ Бурбонов в Америке. Изменения включали в себя присоединение к Генерал-капитанству провинций Флорида и Луизиана и предоставление им большей автономии. Эти изменения были совершены графом Хосе Флоридабланка при Карле III, для того чтобы укрепить позиции Испании в Карибском регионе по отношению к Британии.
Новый губернатор, генерал-капитан, обосновавшийся в Гаване осуществлял контроль над управлением делами нового района. Местные губернаторы Генерал-капитанства прежде были под контролем (в политическом и военном отношении) президента Аудиенсии Санто-Доминго. Аудиенсия сохранила контроль над судебными делами пока не были образованы новые аудиенсии в Пуэрто-дель-Принсипе (1800) и Гаване (1838).
В 1825 году, в результате утери владений на материке, Испанское правительство предоставило губернаторам Генерал-капитанства Кубы чрезвычайные полномочия в части административных, судебных и финансовых функций, а во второй половине XIX века дало им титул генерал-губернатора.